# Мікроцитарна анемія
Мікроцитарна анемія — це будь-який із кількох типів анемії, що відзначається меншими за норму еритроцитами (так звані мікроцити).  Нормальний середній об’єм еритроцита [з англ: mean corpuscular volume (середній корпускулярний об'єм) — скорочено MCV, у результатах повного аналізу крові, а також відоме як середній об’єм клітин] становить приблизно 80–100 фл.  Коли MCV <80 фл, еритроцити визначаються як мікроцитарні, а коли >100 фл, макроцитарні (останнє трапляється з наявністю макроцитарної анемії). Інакше — MCV, це середній розмір еритроцитів.
Отож — мікроцитоз, це наявність червонокрівців (еритроцитів), менших за норму.  Нормальні еритроцити дорослої людини мають діаметр 7,2 мкм.  Мікроцити часто спостерігаються під час гіпохромії у разі залізодефіцитної анемії, таласемії, вродженій сидеробластичній анемії та іноді, з наявністю анемії хронічних захворювань.
З мікроцитарною анемією, червонокрівці містять менше гемоглобіну і здебільшого, також гіпохромні, тобто еритроцити виглядають блідішими, ніж зазвичай.  Це може бути відображено низькою середньою концентрацією корпускулярного гемоглобіну (MCHC), показником, який свідчить про кількість гемоглобіну на одиницю об’єму рідини всередині клітини;  зазвичай це приблизно 320–360 г/л або 32–36 г/дл.  Через це, переважно анемію цієї категорії, визначають як «мікроцитарну, гіпохромну анемію».